# Francouzská konstituční monarchie (1791–1792)
Francouzská konstituční monarchie byla krátce existující forma Francouzského království (francouzsky Royaume de France) v období Velké francouzské revoluce. Francie byla konstituční monarchií pod vládou Ludvíka XVI. od 3. září 1791, kdy byla přijata ústava, do 21. září 1792, kdy byla vyhlášena první francouzská republika. Přijetí ústavy znamenalo definivní konec absolutistického státu s neomezenou královskou mocí, tzv. ancien régime. 
Tento režim byl první konstituční monarchií ve francouzských dějinách. Konstituční monarchií byla Francie také v období Restaurace Bourbonů (1814-1830) a za tzv. Červencové monarchie (1830-1848).

## Příprava ústavy
V průběhu shromáždění generálních stavů v roce 1789, které král svolal v době vážné krize režimu, se zástupci třetího stavu po přísaze v míčovně prohlásili 17. června Národním shromážděním. Po připojení dalších dvou stavů změnilo název na Ústavodárné národní shromáždění. V letech 1789-1791 vypracovalo a schválilo ústavu vycházející z Deklarace práv člověka a občana (26. srpna 1789)  a zaručující rovnost občanů před zákonem, svobodu slova a právo na vlastnictví. Shromáždění v září 1791 předložilo tuto ústavu králi. Ludvík XVI. ji stvrdil přísahou a Francie se formálně stala konstituční monarchií.

## Zákonodárné shromáždění
Podle ústavy byli zvoleni zástupci do Zákonodárného národního shromáždění, které koncem září 1791 nahradilo Ústavodárné národní shromáždění. Zástupci byli zcela noví, protože podle Robespierrova návrhu nesměli tzv. konstituanti na poslance kandidovat. Mezi poslanci převažovali odpůrci dalšího pokračování revoluce, ale vlivu začaly na úkor tohoto shromáždění nabírat spíše radikálnější politické kluby. Jakobíni a kordeliéři nedůvěřovali králi a snažili se více omezit jeho moc.  Zákonodárné národní shromáždění vyhlásilo v dubnu 1792 válku Rakousku, které bylo vojensky podpořeno Pruskem. 

## Cesta k republice

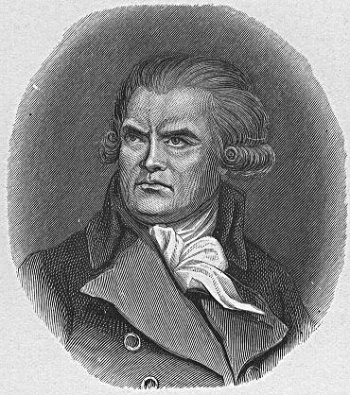
Georges Danton

Jelikož francouzské vojsko mělo nedostatek zbraní a navíc se potýkalo s velmi nízkou morálkou, ocitla se Francie ve vážném nebezpečí. Na pomoc přišly dobrovolnické oddíly z celé země. Ty z Marseille zpívaly novou revoluční píseň Marseillaisu, která se později stala francouzskou hymnou. 
Přítomnost dobrovolníků z venkova ještě více radikalizovala pařížské obyvatelstvo, povzbuzované politiky z revolučních klubů a sekcí. V noci z 9. na 10. srpna 1792 došlo k povstání, na jehož přípravě se podílel Georges Danton. Když lid zaútočil na Tuilerijský palác, král  se musel uchýlit pod ochranu Zákonodárného shromáždění. Následně shromáždění Ludvíka XVI. suspendovalo (zbavilo všech funkcí), uvedlo v platnost jím vetovaná nařízení a nechalo ho uvěznit v Templu. Byly vypsány volby do Národního konventu, kam již mohl kandidovat kdokoliv. Den po vojenském vítězství u Valmy zrušil Konvent na svém prvním zasedání dne 21. září 1792 monarchii. Následoval výnos, že 22. září je prvním dnem prvního roku francouzské republiky. Tím i formálně skončilo 203 let vlády Bourbonské dynastie nad Francií.